# Södra Björke kyrka
Södra Björke kyrka är en kyrkobyggnad i den västra delen av Herrljunga kommun. Den tillhör sedan 2021 Herrljungabygdens församling (tidigare Södra Björke församling) i Skara stift. 

## Kyrkobyggnaden
Kyrkans ursprung är medeltida och den är uppförd på en mindre höjd. Den gamla kyrkan dömdes ut 1760 vid en biskopsvisitation, då den sades vara både skröplig och otillräcklig i storlek. Endast det nordvästra hörnet av muren återstår efter den genomgripande ombyggnad som inleddes 1774 efter ritningar av Carl Fredrik Adelcrantz. Det tog tid att inreda den nybyggda kyrkan, som inte kunde invigas förrän 1779. 
Den målades 1821 och reparerades 1869, då den bland annat fick läktare och nya fönster och bänkar. Vid en omfattande restaurering 1921 tillbyggdes sakristia och vapenhus och kyrkogården utvidgades. Senare restaureringar utfördes 1963-1964 då interiören målades i ljusa färger under ledning av Olle Hellström och 1988 då invändig puts förbättrades och kyrkan målades om utvändigt.
Fasaden har vit slätputs. Sadeltaket, som avsmalnar över koret, är täckt med rött enkupigt tegel. De romanska fönstren är blyinfattade och bågarna gråmålade. Klockstapeln har faluröd stående lockläktpanel och spåntäckt tak.

## Inventarier
- Dopfunt av sandsten från 1100-talet tillverkad i två delar och tillhörig en grupp som döpts efter funten i Molla kyrka, vilka alla är försedda med djurfigurer. Höjd: 80 cm. Cuppan är cylindrisk med skrånande undersida. På livet finns mycket otydliga figurer. Foten som en förenklad attisk bas med dubbla vulster och nedtill en repstav. Centralt genomgående uttömningshål.[1]
- Predikstolen är från 1717 och vid restaureringen på 1960-talet togs den ursprungliga målningen fram.
- En altartavla på duk med bred förgylld ram är utförd 1870 av konstnär A. G. Ljungström.
- Kyrkklockan är gjuten i Skara på 1770-talet.

### Orgel
Huvudinstrument är en digitalorgel. Tidigare använde man ett harmonium i kyrkan.

## Bilder

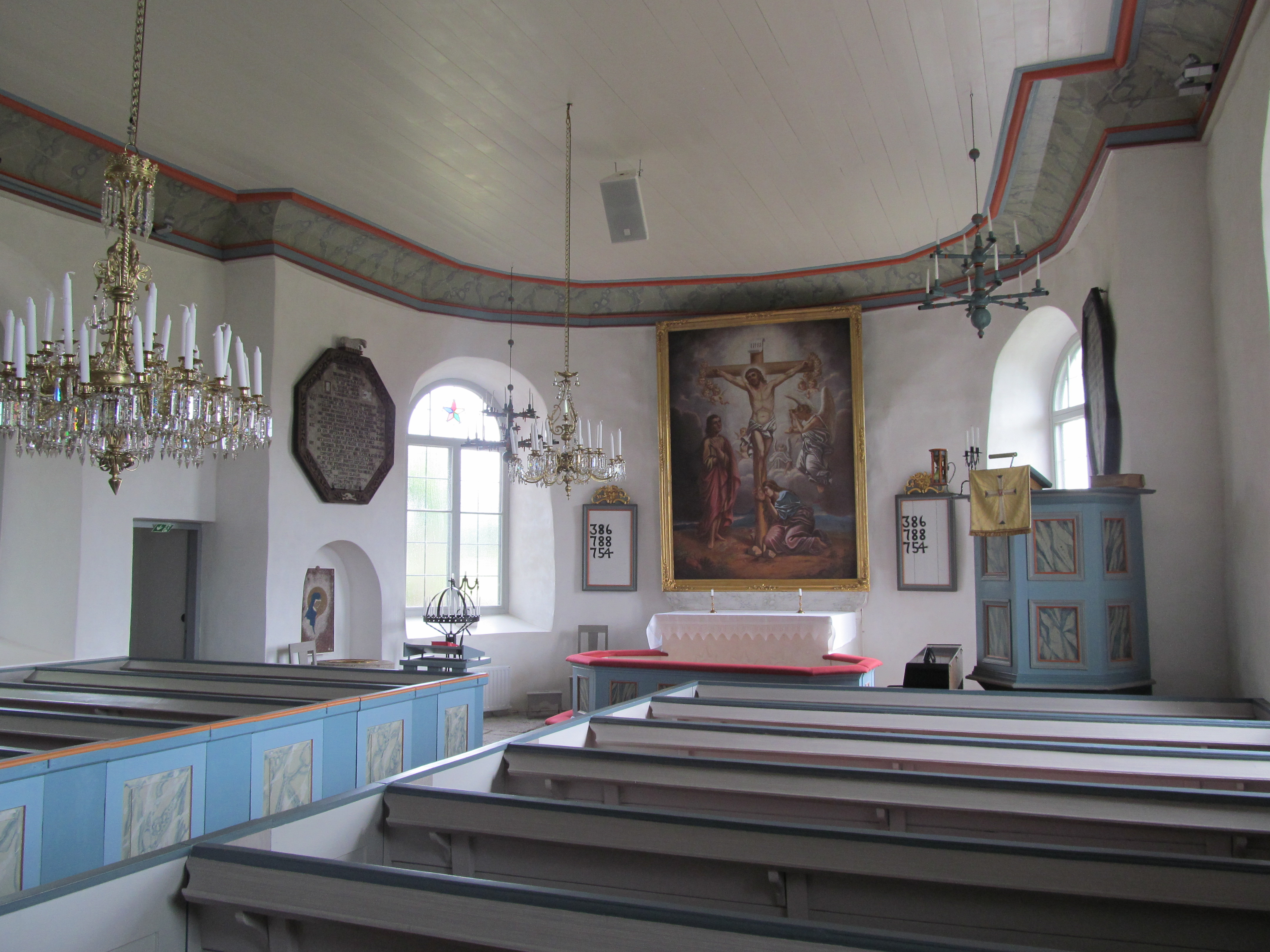
Interiör.
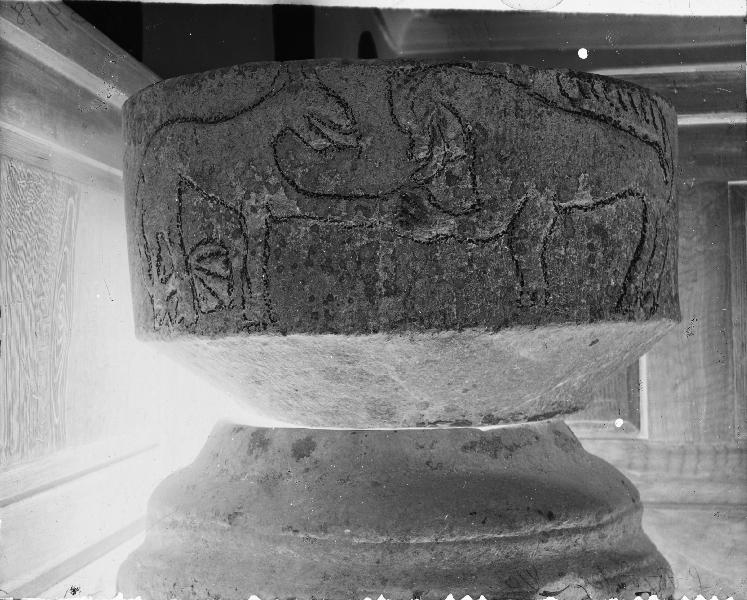
Dopfunten.
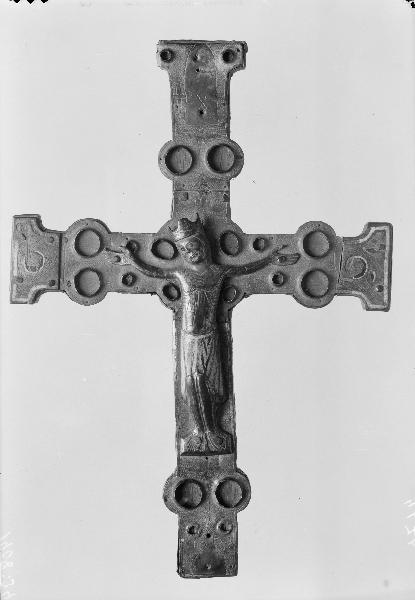
Processionskrucifix, av trä, klätt med emaljerad koppar.
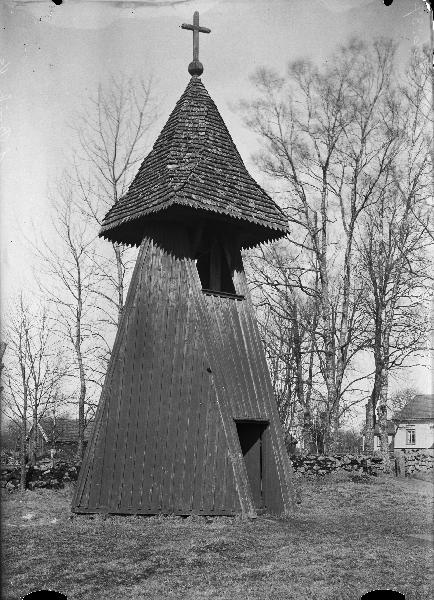
Klockstapeln.
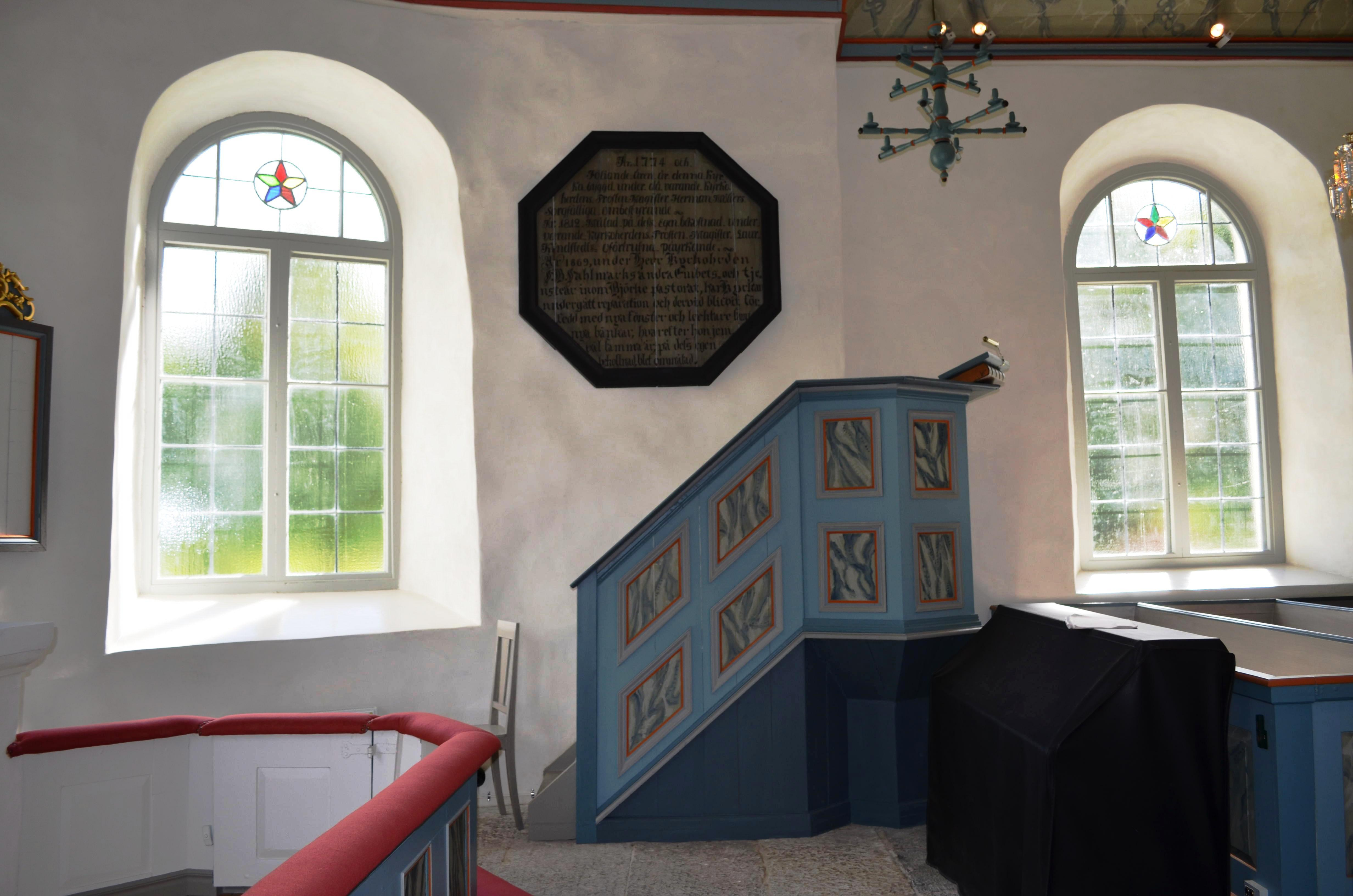
Södra Björke kyrkas predikstol
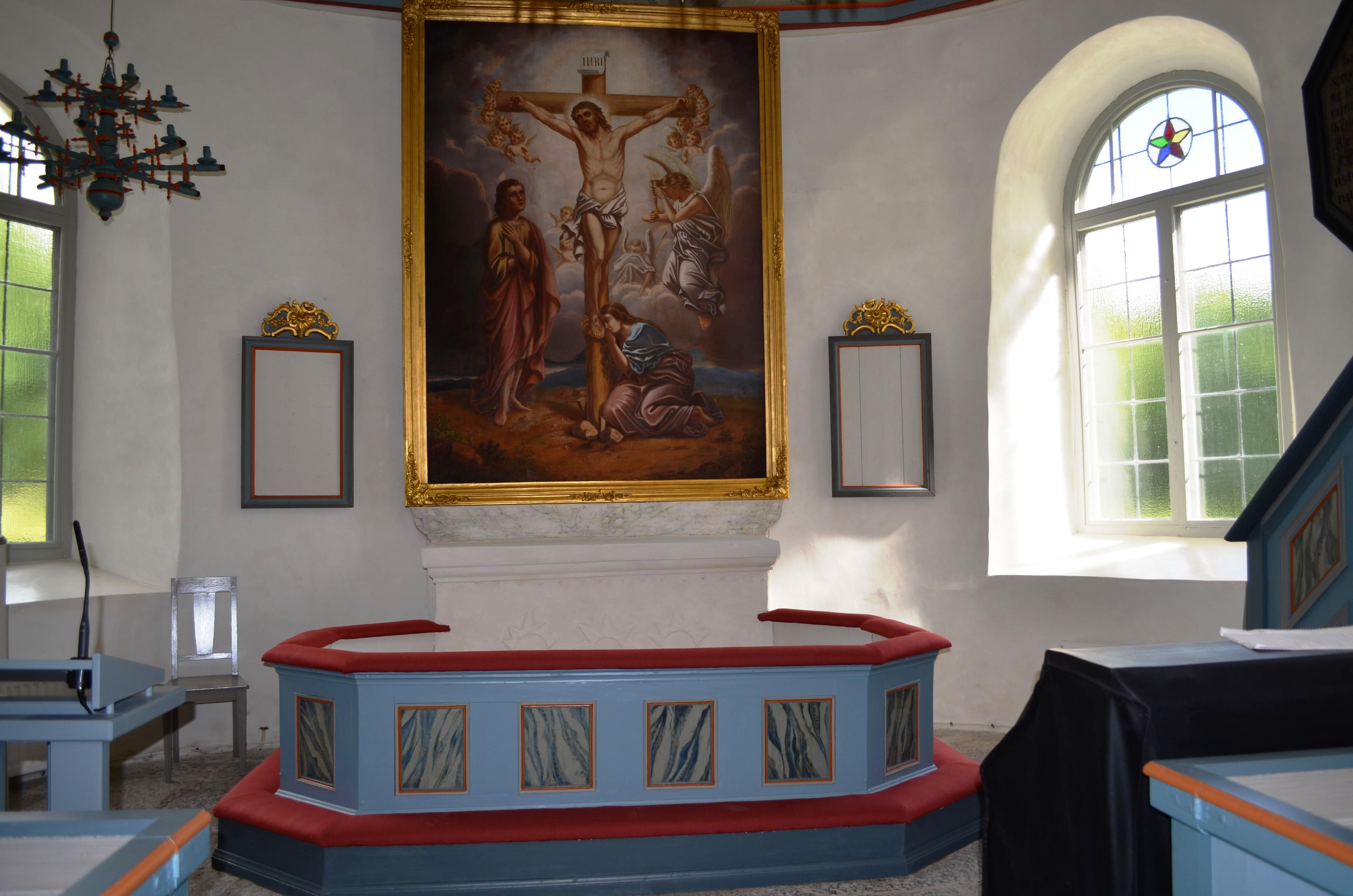
Södra Björke kyrkas altare